# Леонтьев, Олег Константинович
Оле́г Константи́нович Лео́нтьев (19 февраля 1920, село Уяр Красноярского края, СССР — 13 декабря 1988, г. Москва, СССР) — советский учёный-геоморфолог, заведующий кафедрой геоморфологии географического факультета МГУ имени М. В. Ломоносова (1961—1986), заслуженный деятель науки РСФСР (1980). Доктор географических наук (1957), профессор (1960).

## Биография
Родился 19 февраля 1920 года в селе Уяр Красноярского края. В 1938 году поступил на географический факультет МГУ, который окончил через 10 лет, в 1948 году из-за перерыва, вызванного участием в Великой Отечественной войне, где служил в авторемонтных подразделениях и был награждён медалью «За победу над Германией в Великой Отечественной войне 1941—1945 гг.».
В 1952 году защитил кандидатскую диссертацию, в 1953 году — доцент, в 1957 году защитил докторскую диссертацию на тему «Геоморфология морских берегов и дна».
В 1960 году — профессор, в 1961—1986 годах — заведующий кафедрой геоморфологии географического факультета.
Умер 13 декабря 1988 года в Москве, похоронен на Николо-Архангельском кладбище.

## Награды и память
- Награждён медалью «За победу над Германией в Великой Отечественной войне 1941—1945 гг.».
- Лауреат премии им. Д. Н. Анучина (1972, 1981).
- Заслуженный деятель науки РСФСР (1980).
- В 1993 году именем Олега Константиновича названа подводная гора в Тихом океане (координаты 23є 26' 24" ю. ш., 83є 19' 18" з. д.)[1].

## Научная деятельность
Основные научные труды посвящены геоморфологии и классификации морских берегов и дна океанов («Тихий океан», «Индийский океан», «Атлантический океан», «Физическая география Мирового океана» и т. д.), методике геоморфологического картирования. Основатель школы морских геоморфологов. Крупнейший специалист по геоморфологии берегов и дна Каспийского моря и истории его развития (работы «Каспийское море», «Геоморфология берегов и дна Каспийского моря»).

### Основные научные труды
- Леонтьев О. К. Геоморфология морских берегов и дна / Под ред. проф. В. П. Зенковича, проф. И. С. Щукина. — М.: Изд-во Моск. ун-та, 1955. — 380, [6] с. — (К 200-летию Московского университета. 1755—1955).
- «Дно океана» (1968),
- «Каспийское море» (в соавторстве, 1969),
- «Каньоны под морем» (1973),
- «Уровень, берега и дно океана» (1978),
- «Геоморфология берегов и дна Каспийского моря» (в соавторстве, 1977),
- «Тихий океан» (в соавторстве, 1981),
- «Индийский океан» (в соавторстве, 1982),
- «Физическая география Мирового океана» (1982),
- «Атлантический океан» (в соавторстве, 1984),
- «Геоморфология материков и океанов» (в соавторстве, 1987),
- учебник «Морская геология: основы геологии и геоморфологии дна Мирового океана» (1982),
- учебные пособия «Основы геоморфологии морских берегов» (1961),
- «Краткий курс морской геологии» (1963),
- «Геоморфология дна Мирового океана. Конспект избранных лекций по курсу „Геоморфология мира“» (1965),
- «Методы геолого-геоморфологических исследований дна мирового океана. Тексты избранных лекций по курсу „Морская геология“» (в соавторстве, 1969),
- «Основы физической географии Мирового океана. Тексты лекций» (1974),
- «Общая геоморфология» (в соавторстве, 1979, Анучинская премия 1981),
- «Геоморфология морских берегов» (1975)[1].